# Psie pazury (film)
Psie pazury (ang. The Power of the Dog) – dramat filmowy z 2021 roku w reżyserii i według scenariusza Jane Campion, zrealizowany na podstawie książki Thomasa Savage’a pod tym samym tytułem. Nagrodzony m.in. Złotym Globem i nagrodą BAFTA.
Film miał światową premierę 2 września 2021 w sekcji konkursowej na 78. MFF w Wenecji, gdzie zdobył Srebrnego Lwa za najlepszą reżyserię. 11 listopada 2021 obraz pojawił się w kinach w Australii i Nowej Zelandii, a 1 grudnia – w serwisie Netflix.

## Fabuła
Bogaci farmerzy, Phil i George Burbankowie, spotykają owdowiałą Rose i jej syna. Phil zaczyna ich dręczyć, a George z kolei się nimi opiekuje. Wkrótce George i Rose się pobierają, co powoduje dalsze komplikacje w rodzinnych relacjach.

## Obsada
Źródło:
- Benedict Cumberbatch jako Phil Burbank
- Kirsten Dunst jako Rose Gordon
- Jesse Plemons jako George Burbank
- Kodi Smit-McPhee jako Peter Gordon
- Thomasin McKenzie jako Lola
- Genevieve Lemon jako pani Lewis
- Keith Carradine jako gubernator Edward
- Frances Conroy jako stara pani Burbank
- Peter Carroll jako stary Gent Burbank
- Alison Bruce jako żona gubernator
- Alistair Sewell jako Jock
- Cohen Holloway jako Bobby
- Sean Keenan jako Sven
- Adam Beach jako Edward Nappo
- Maeson Stone Skuggedal jako syn Edwarda Nappo
- Alice Englert jako Buster

## Produkcja
Zdjęcia do filmu kręcono w Nowej Zelandii w 2020 roku, w związku z czym, po wybuchu pandemii COVID-19, twórcy musieli przerwać zdjęcia na cztery miesiące.

## Odbiór

### Reakcja krytyków
Film spotkał się z dobrą reakcją krytyków. W agregatorze recenzji Rotten Tomatoes 94% z 342 recenzji uznano za pozytywne, a średnia ocen wystawionych na ich podstawie wyniosła 8,40 na 10. Z kolei w agregatorze Metacritic średnia ważona ocen z 58 recenzji wyniosła 89 punktów na 100.
Todd McCarthy, w recenzji dla Deadline Hollywood, chwalił m.in. przedstawienie Montany sprzed stu lat i grę Cumberbatcha, która jednak według niego zdominowała pozostałe postacie, którym brakło wielowymiarowości.

### Nagrody
Na 75. ceremonia wręczenia nagród BAFTA, Psie pazury zostały wyróżnione statuetkami dla najlepszego filmu i najlepszego reżysera.